# Красноярський сільський округ (Глибоківський район)
Красноя́рський сільський округ (каз. Краснояр ауылдық округі, рос. Красноярский сельский округ) — адміністративна одиниця у складі Глибоківського району Східноказахстанської області Казахстану. Адміністративний центр — село Предгорне.
Населення — 3843 особи (2021; 4655 у 2009, 5254 у 1999, 6091 у 1989).
Станом на 1989 рік існувала Красноярська сільська рада (села Перевальне, Предгорне, селище Аврора). 2024 року ліквідовано селище Аврора.

## Склад
До складу округу входять такі населені пункти:
| Населений пункт          | Старі назви | Населення, осіб (1989) | Населення, осіб (1999) | Населення, осіб (2009) | Населення, осіб (2021) |
| ------------------------ | ----------- | ---------------------- | ---------------------- | ---------------------- | ---------------------- |
| Аврора, станційне селище | -           | 144                    | 145                    | 93                     | 23                     |
| Перевальне, село         | -           | 1459                   | 1098                   | 1285                   | 1040                   |
| Предгорне, село          | -           | 4488                   | 4011                   | 3277                   | 2780                   |